# 程球
程球（？年—187年），東漢人物，貪官，涼州刺史耿鄙率六郡之兵征討韓遂，任用程球為治中，士兵和百姓都很不滿，不久耿鄙的手下造反，殺死了耿鄙和程球。为人贪婪奸诈，为凉州士人所不容，但受到凉州刺史耿鄙的宠信，担任凉州治中从事。中平四年（187年）四月，耿鄙率军讨伐韩遂所领导的凉州叛军，程球随军同行。军队行至狄道县时，发生内讧，程球和耿鄙先后被杀。

## 生平
漢靈帝中平元年（184年）十一月，胡人北宮伯玉與先零羌人聯合起兵反叛漢，程球時任涼州治中。
中平三年（186年），韓遂發動兵變，殺死邊章和北宮伯玉及其親信隨從數百人，自掌兵權。中平四年（187年），東漢王朝派涼州刺史耿鄙，統六郡兵馬，以治中程球為先鋒，前來圍剿。
傅燮建議：「使君統政日淺，人未知教。孔子曰：『不教人戰，是謂弃之。』今率不習之人，越大隴之阻，將十舉十危，而賊聞大軍將至，必萬人一心。邊兵多勇，其鋒難當，而新合之眾，上下未和，萬一內變，雖悔無及。不若息軍養德，明賞必罰。賊得寬挺，必謂我怯，羣惡爭埶，其離可必。然後率已教之人，討已離之賊，其功可坐而待也。今不為萬全之福，而就必危之禍，竊為使君不取。」耿鄙不聽，急功近利。
耿鄙大軍開到狄道（今甘肅臨洮縣）時，韓遂用計使太守李參(字 相如)反叛，叛軍先殺程球，再殺耿鄙。

## 后事
耿鄙死後，其手下擔任軍司馬的馬騰也投靠韓遂並與之結為異姓兄弟，割據一方。